# Villers-sur-Lesse
Pour les articles homonymes, voir Villers.
Villers-sur-Lesse (en wallon Viyé-so-Lesse) est une section et un village de la ville belge de Rochefort situés en Région wallonne dans la province de Namur.

## Évolution démographique
- Source: DGS, 1831 à 1970=recensements population, 1976= habitants au 31 décembre

## Histoire
C'était une commune à part entière, avant la fusion des communes de 1977.
Le village se trouve sur la rive ouest de la Lesse, un affluent de la Meuse. Il était desservi par la Gare de Villers-sur-Lesse.